# Landesregierung und Stadtsenat Häupl I
Landesregierung und Stadtsenat Häupl I war die Bezeichnung für die erste Wiener Landesregierung und den Wiener Stadtsenat unter Bürgermeister und Landeshauptmann Michael Häupl. Die Stadtregierung wurde am 7. November 1994 nach dem Rücktritt von Helmut Zilk als Bürgermeister angelobt und löste die Landesregierung Zilk III ab. Die Landesregierung Häupl I war bis zur Wahl der Landesregierung Häupl II 1996 im Amt.
Mit seiner Wahl zum Bürgermeister bildete Michael Häupl die Wiener Regierung stark um. Vizebürgermeister Hans Mayr trat mit Helmut Zilk zurück, die 2. Vizebürgermeisterin Ingrid Smejkal kehrte in den Landtag und Gemeinderat zurück. Häupl holte in der Folge Margarete Laska in die Landesregierung, die in der Folge zur 1. Vizebürgermeisterin gewählt wurde, der bisherige Amtsführende Stadtrat Sepp Rieder übernahm das Amt des 2. Vizebürgermeisters. Zudem rückten Werner Faymann und Friedrich Svihalek als neue Amtsführende Stadträte nach. Auch die Ressortverteilung wurde gegenüber der Vorgängerregierung teilweise geändert.

## Regierungsmitglieder
| Amt                                                                                | Name                 | Partei | Ressorts                                                           |
| ---------------------------------------------------------------------------------- | -------------------- | ------ | ------------------------------------------------------------------ |
| Landeshauptmann Bürgermeister                                                      | Michael Häupl        | SPÖ    |                                                                    |
| 1. Landeshauptmann-Stellvertreterin 1. Vizebürgermeisterin Amtsführende Stadträtin | Margarete Laska      | SPÖ    | Bildung, Jugend, Familie, Soziales, Frauenfragen und Sport         |
| 2. Landeshauptmann-Stellvertreter 2. Vizebürgermeister Amtsführender Stadtrat      | Sepp Rieder          | SPÖ    | Gesundheits- und Spitalswesen                                      |
| Amtsführender Stadtrat                                                             | Werner Faymann       | SPÖ    | Wohnbau und Stadterneuerung                                        |
| Amtsführender Stadtrat                                                             | Rudolf Edlinger      | SPÖ    | Finanzen und Wirtschaftspolitik                                    |
| Amtsführender Stadtrat                                                             | Johann Hatzl         | SPÖ    | Bürgerdienst, Inneres, Personal und Wiener Stadtwerke              |
| Amtsführende Stadträtin                                                            | Ursula Pasterk       | SPÖ    | Kultur                                                             |
| Amtsführender Stadtrat                                                             | Friedrich Svihalek   | SPÖ    | Umwelt und Verkehr                                                 |
| Amtsführender Stadtrat                                                             | Johannes Swoboda     | SPÖ    | Stadtentwicklung, Stadtplanung und Außenbeziehungen der Stadt Wien |
| Stadtrat                                                                           | Lothar Gintersdorfer | FPÖ    | ohne Ressort                                                       |
| Stadtrat                                                                           | Hilmar Kabas         | FPÖ    | ohne Ressort                                                       |
| Stadträtin                                                                         | Karin Landauer       | FPÖ    | ohne Ressort                                                       |
| Stadtrat                                                                           | Bernhard Görg        | ÖVP    | ohne Ressort                                                       |
| Stadträtin                                                                         | Maria Hampel-Fuchs   | ÖVP    | ohne Ressort                                                       |
| Stadtrat                                                                           | Christoph Chorherr   | Grüne  | ohne Ressort                                                       |